# Bolt
Bolt (раніше відома як Taxify) — естонська компанія, що надає послуги пошуку, замовлення й оплати поїздок на автомобілі, мотоцикли або електросамокати через однойменний мобільний застосунок.
За станом на середину 2023 року, компанія працювала у 45 країнах Європи, Африки, Західної Азії, Центральної Америки та Австралії, мала понад 3 млн водіїв і обслуговувала понад 150 млн клієнтів.

## Історія
Компанію заснував у 2013 році Маркус Вілліг (на той час — 19-річний студент) з метою об'єднати усі служби таксі Талліна і Риги в одну платформу. Сервіс було запущено в серпні 2013 року, а 2014-го почалося охоплення закордонних ринків.

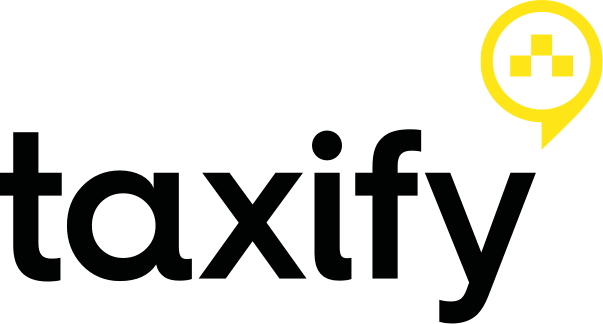
Старий логотип

2014 року Bolt зібрав понад 2 млн євро первинних інвестицій від бізнес-ангелів з Естонії та Фінляндії.
У 2017 році стартап придбав компанію в Лондоні шляхом придбання місцевої таксі-компанії з ліцензією, але був закритий публічно-правовою корпорацією Transport for London. Після цього Bolt (тоді відомий як Taxify) заповнив нову аплікацію аби поновити свою роботу. Невдовзі сервіс запрацював у Парижі та Лісабоні[джерело?].
У травні 2018 року концерн Daimler та китайський конгломерат Didi Chuxing (конкурент Uber), інвестували понад 175 млн дол., після чого компанія була оцінена в мільярд доларів й отримала статус «єдинорога».
У вересні 2018 року компанія запустила сервіс з оренди електричних самокатів у Парижі під новим суббрендом Bolt та заявила про намір запустити подібний сервіс в інших містах.
У червні 2019 року перезапустив послуги в Лондоні після отримання ліцензії.
У серпні 2019 року оголосила про запуск служби доставки їжі Bolt Food.
У січні 2022 року стало відомо, що оцінна вартість сервісу Bolt зросла до 7,4 млрд євро.
В інтерв'ю в травні 2023 року її генеральний директор стверджував, що компанія стане прибутковою до 2024 року і планує вийти на біржу у 2025 році.

## Bolt в Україні

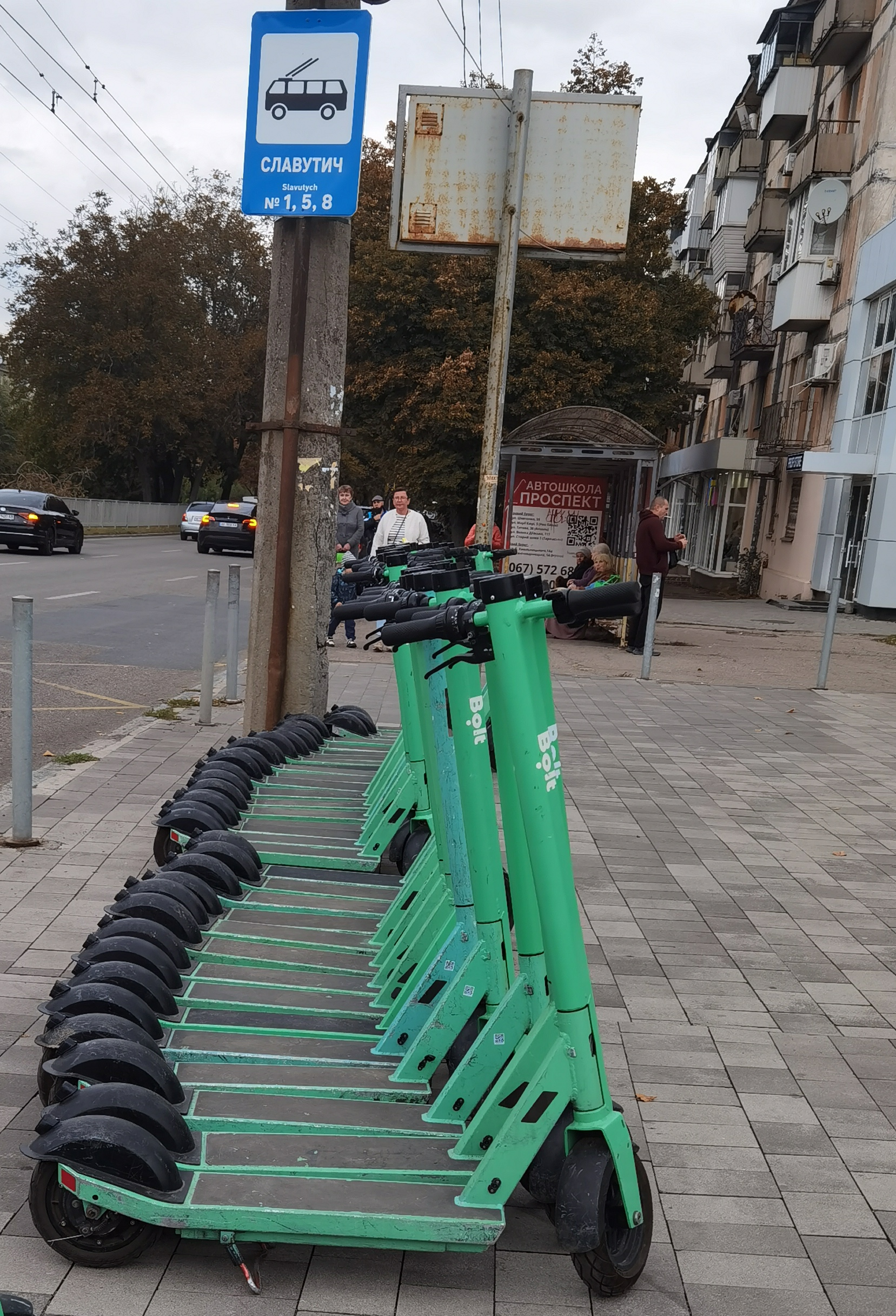
Самокати Болт

Вперше сервіс зайшов на український ринок у вересні 2016 року в Києві, але не витримав конкуренції з Uber і Uklon. Після отримання 175 мільйонів доларів інвестицій Bolt повернувся до України в червні 2018 року з агресивною маркетинговою стратегією, 50% знижками, промокодами та акціями для водіїв. Повідомлялося про наміри поширити діяльність на інші міста України.

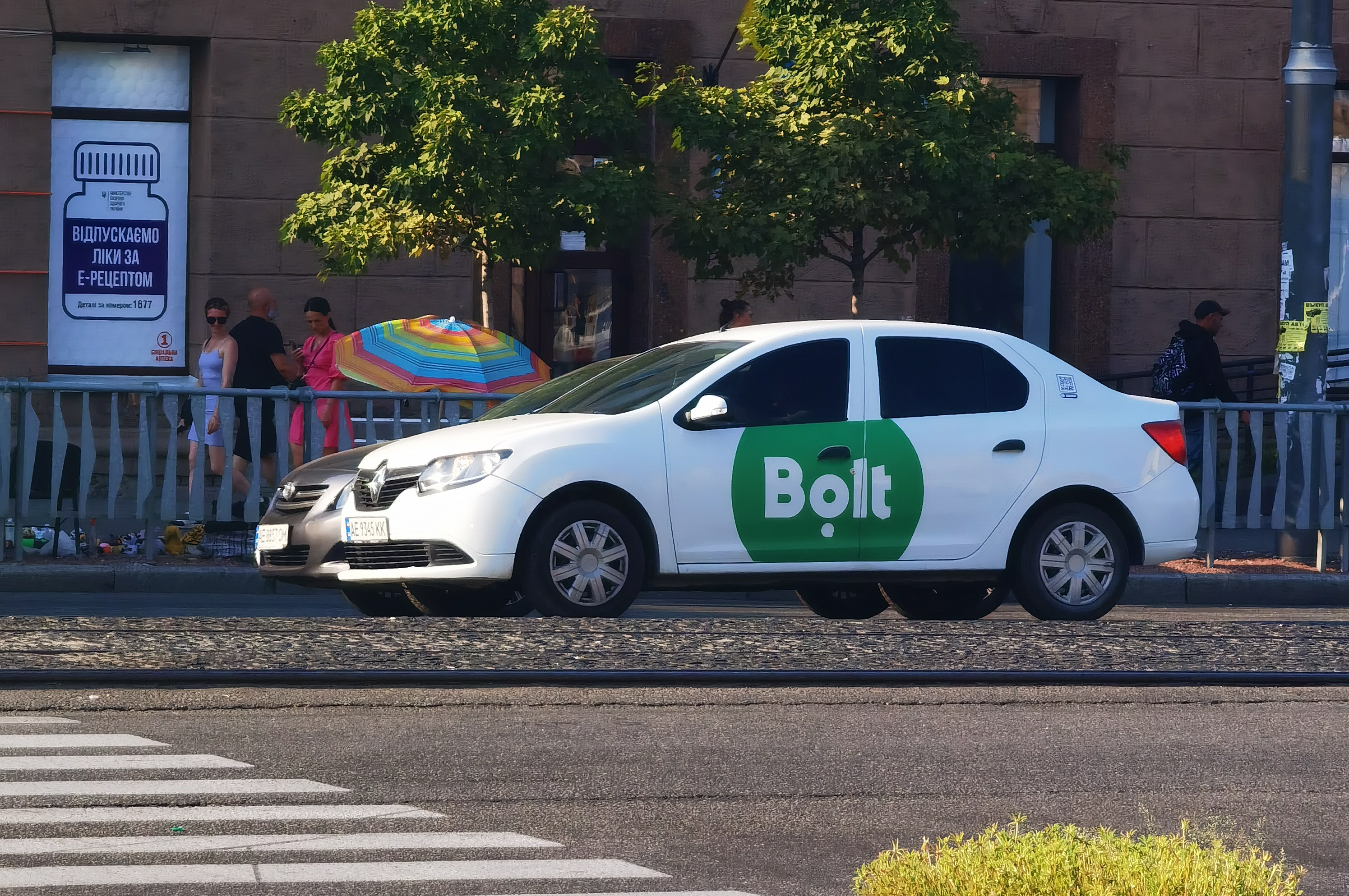
Машина Bolt в Україні

4 грудня 2018 року почав роботу в Харкові. Влітку 2019 року оголосили про партнерство зі страховою компанією «УНІКА» і страхування кожної поїздки на суму до 1 мільйона гривень.
З 2022 року самокати Bolt доступні в Чернівцях.
Наприкінці лютого 2022 року, після російського вторгнення в Україну, Bolt оголосив, що видаляє з Bolt Market усі товари, вироблені в Росії або пов'язані з російськими компаніями, а також закриває всі операції в Білорусі через те, що ця країна сприяла російському вторгненню.
24 лютого 2023 року Bolt разом із Visa зробили донат на суму 1,5 млн гривень до фонду «Повернись живим».

## Досягнення
У 2014 році мобільний застосунок Taxify здобув звання найкращого в Естонії.
У 2017 році застосунок Bolt (тоді — Taxify) посів перше місце у Кенії і Нігерії, та друге — у Південній Африці.